# Хорев, Борис Сергеевич
 Хорев Борис Сергеевич (12 июня 1932 — 3 июня 2003) — экономико-географ, экономист, урбанист, демограф, доктор географических наук (1972), профессор (1978), почетный профессор Московского государственного университета имени М. В. Ломоносова. Председатель Совета по проблемам территориальной организации общества и регионального развития при Ученом совете Русского географического общества (1983—2003), член Государственной экспертной комиссии Госплана РСФСР (затем Минэкономики РФ) и Центрального Комитета РКРП.
Главный научный сотрудник экономического факультета МГУ. Руководитель Научно-аналитического центра региональных социально-экономических и демографических исследований и прогнозирования (НАЦ-Регион). Вице-президент федерации «Природопользование». Председатель Президиума общественной организации «Лига борьбы с депопуляцией» (с 2000 г.).
Действительный член Академии социальных наук (1994), Петровской академии наук и искусств (1995), Российской народной академии (1999).

## Биография
Борис Сергеевич Хорев родился 12 июня 1932 года в г. Логойске, Минской области.
В 1950—1955 гг. — обучение на географическом факультете МГУ.
В 1961 г. — защита кандидатской диссертации на тему «Экономико-географическая характеристика Горьковской области».
В 1965 г. — окончил Высшие экономические курсы при Госплане СССР.
В 1966 г. — работа в Центре по изучению проблем народонаселения.
В 1971 г. — защита докторской диссертации на тему «Единая система расселения и развитие городов».

## Политическая деятельность
Осенью 1991 года участвовал в создании Российской коммунистической рабочей партии. Избирался в Центральный Комитет партии, являлся председателем его Социально-экономической комиссии. Состоял в обществе «Российские ученые социалистической ориентации», избирался членом Президиума Центрального Совета общества.

## Научная деятельность
Ученый внес большой вклад в развитие отечественной географии населения и демографической науки. Будучи экспертом Госплана РСФСР (затем Минэкономики РФ), Борис Сергеевич возглавлял борьбу специалистов против выделения неперспективных селений (ряд публикаций и записок), участвовал в экспертизе проектов переброски стока северных и сибирских рек на юг и других непопулярных проектов (по Катунскому, Ржевскому гидроузлам). Был активным участником общественного экологического движения в период его становления, одним из создателей Экологического Союза СССР.
Б. С. Хорев смог объединить большую часть крупных экономико-географов в Совете по территориальной организации общества при Президиуме Географического общества СССР (ныне Русского Географического Общества). Под руководством ученого было защищено более 40 кандидатских диссертаций, а также при его участии подготовлено 10 докторских диссертаций.
Он создал и прочитал на экономическом факультете МГУ курсы лекций по демографии «Проблемы расселения и урбанизации», «Миграциология» (в соавторстве), курс «Проблемы расселения и поселений» для курсов ООН по демографии, курс «Экономическая и социальная география мира (общий обзор)» в Международном коммерческом университете в Московском институте молодежи, в СПбГУ читал курс «Этническая география России». Читал лекции в университетах Берлина, Хошимина, Варшавы, Праги, Бухареста.
В последние годы им были разработаны и прочитаны большие курсы лекций «Экономическая и социальная география мира» в Международном коммерческом университете и Институте молодежи.

### Основные труды
Борис Сергеевич опубликовал более 500 научных работ, основные из которых:
- Волго-Вятский район: Экономико-географическая характеристика. — М., 1961.
- Горьковская область: (Природа, население, хозяйство). — Горький: Горьковское кн. изд-во, 1964. — 240 с.
  - Горьковская область: Экономико-географический очерк (Природа, население, хозяйство). — Изд. 2-е, перераб. и доп. — Горький: Горьковское кн. изд-во, 1967. — 368 с. — 20 000 экз. (в пер.)
- Проблемы городов: (Урбанизация и единая система расселения в СССР). — М.: Мысль, 1975.
- Проблемы изучения миграции населения. — М.: Мысль, 1978.
- Территориальная организация общества. М., 1981.
- Житель села — работник города. — М.: Финансы и статистика, 1982.
- Население страны: географические и демографические аспекты. — М.: Знание, 1986.
- Региональная политика в СССР : (Экон.-геогр. подход). — М.: Мысль, 1989.
- Мировой урбанизм на переломе. — М.: Изд-во МГУ, 1992.
- Общие и региональные особенности демографических процессов в современной России. — СПб.: Ассоц. «Гуманит. знания», 1994.
- Население и кризисы. М., 1995—2000.
- Сравнительный анализ социально-экономического и демографического развития стран мира и России для оценки условий инвестирования. Науч.-аналит. центр регион. соц.-экон., демогр. и геополит. исслед. и прогнозирования. — М.: СИМС Слово, 1999.
- Экономическая и социальная география мира: Учебник. — М.: Гардарики, 2000.
- Записки красного профессора, 1982—2001. — М.: Палея-Мишин, 2001. — 527 с. ISBN 5-86020-325-X